# 야히코 (나루토)
야히코(일본어: 弥彦)는 비 마을의 닌자로, 초대 아카츠키의 창립자이다. 야히코의 몸은 후에 나가토의 육도페인 중 천도(天道)로 쓰였다.

## 야히코의 배경
야히코는 제2차세계닌자대전(第二次忍界大戦) 중 고아가 되었다. 하지만 야히코는 자기자신을 보호하고, 먹을거리를 훔치며 생계를 이어갔다. 야히코는 후에 고아가 된 코난(小南)을 발견하고 둘이서 함께 생계를 이어가기 시작했다. 나중에 코난은 고아가 된 나가토와 나가토의 강아지 치비를 데리고 들어왔다. 처음에 야히코는 코난이 더 많은 사람들을 데려온것에 화를 냈지만, 결국엔 그들을 받아줬다. 불공평한 세상에 대해 화가 난 야히코는, 신이 되어 싸움을 멈추고 싶어했다.
비 마을 고아들은 후에 지라이야를 만나 보호를 받으며 기본인술을 익히기 시작했다. 어느날 바위마을(岩隠れの里) 닌자가 야히코를 공격하지만 나가토로 인해 구출된다. 그 후 야히코는 코난과 나가토를 지킬만큼 강해지고, 나중에는 비 마을 전체를 지킬만큼 강해질것이라고 맹세했다.
지라이야와 함께한 3년간 지라이야는 방어시스템들(그 당시 그들이 살고있던 아지트는 적의 공격을 받기 쉬웠다)을 만들었다. 하나는 몰래 빠져나갈수 있는 구멍이고, 또 하나는 애니메이션에서 보면, 벽 한쪽에 세 고아들과 지라이야의 사진이 두고 아지트에 들어오면 자신들의 개구리 사진이 보이게 해놓고, 밖으로 나갈때는 각자 사진을 뒤집어서 개구리 사진이 나오게 했다. 그리해서 만약 모두가 아지트에 있는데 개구리 사진이 돌려져 있지 않으면 그들은 그 사람은 적이 변신술을 이용해 침입한 것으로 간주하고, 개구리 사진으로 돌려져 있지 않은데 만약 한 멤버가 없다면 적에게 납치된것으로 간주하기 위한 것이다.
야히코는 지라이야에게 왜 항상 자신의 개구리방식을 요구하냐 물으며, 개구리방식을 따르는 단 하나의 이유는 지라이야가 "두꺼비선인(蝦蟇仙人)"이기 때문이라고 했다. 코난은 모두에게 자신이 생각하는 방어시스템의 이용방법과 이유를 설명했다. 예리한 코난을 지라이야는 장하게 여겼다. 그리고 나서 지라이야는 이제부터 훈련을 시켜주겠다고 하였는데, 밖으로 나가기 전에 야히코는 자신이 더욱더 강해져서 언젠간 이 나라를 바꿀꺼라고 희망차게 소리쳤다. 이 말을 들은 코난은 얼굴이 빨개지고, 그런 코난을 야히코는 자신의 스승과 같이 짖궃은 미소로 답했다. 훈련이 잦아질수록, 셋은 뛰어난 닌자가 되고, 그 후 야히코와 코난은 서로에게 좋은 감정이 생기기 시작했다.
지라이야가 비 마을을 떠난 후, 비 마을 고아들은 뛰어난 닌자 팀이라고 명성을 얻기 시작했다. 그들은 여전히 세상의 평화를 찾고 있었고, 비 마을 고아들은 실력있는 비 마을 닌자가 되었고, 그들의 같을 꿈을 꾸며 비 마을을 지키고 싶은 닌자들이 그들을 따르기 시작했다. 야히코는 그들을 모아 아카츠키(暁)라는 팀을 만들었다(후에 마다라가 자신이 야히코에게 팀을 결성하라고 제안했다고 했다). 아카츠키는 폭력없이 전쟁을 잠재운다는 신념을 널리 퍼뜨렸고, 그들의 명성은 곧 지라이야에게까지 닿았다. 아카츠키가 더욱 더 커지면서, 비 마을 고아들은 더 큰 아지트가 필요했다. 그래서 지라이야와 함께 살던 곳을 떠나기로 결심했다. 그들이 떠나기로 한날, 닌자팀이 역습을해 한번도 사용하지 않았던 비상탈출구를 이용해 탈출하기에 이르렀다.
그들의 팀은 너무나 유명해져, 비 마을의 리더 한조까지 야히코와 아카츠키 닌자들에게 위협을 느끼기 시작했다. 그 결과, 한조는 단조와 힘을 합쳐 제3차세계닌자대전(第三次忍界大戦)중 코난을 납치해 야히코에게 자기 자신과 코난 중에 한명을 죽이라고 협박을 한다. 야히코는 망설임 없이 나가토가 들고있던 쿠나이로 돌진한다. 그는 죽어가면서 나가토에게 평화를 찾는 아카츠키의 임무를 다하라고 말한다.

## 야히코의 성격
야히코의 성격은 나루토의 성격과 비슷했다. 야히코의 꿈은 자신의 마을의 리더가 되는 것이었고, 무슨일이 있어도 포기를 몰랐다. 야히코는 살아있을 때 "눈에는 눈"이라는 철학을 갖고있었다. 세상을 보면, 항상 울고만 있는 비 마을을 싫어했으며, 이렇게 되어 버린 사실도 싫어했다. 자신의 꿈은 비 마을의 끝 없는 비(눈물)를 엄추고 마을사람들을 지키고, 마을 전체를 지키는 것이었다. 야히코는 전 세계의 리더가 되어 모든 전쟁을 잠재우고 싶어했다. 이런 야히코의 특성은 후에 나가토가 받아들였다.
비 마을 고아들 중에선 야히코가 리더 역할을 해왔었다. 나뭇잎 마을(木ノ葉隠れの里)의 전설의 삼인(伝説の三忍)에게 음식을 구걸한 것도 야히코였고, 지라이야에게 인술을 가르쳐 달라고 부탁한것도 야히코였다. 지라이야의 영향으로 야히코는 지라이야의 짖궃은 표정이나 버릇을 갖게되었다. 그리고 자신이 나가토와 코난의 형/오빠와 같이 행동했으며, 나가토에게 울지 말고 남자다워지라고 했다(하지만 지라이야가 떠날때 운것은 자신뿐이었다). 그는 또한 코난과 나가토를 지킬수 있을 만큼 강해지길 원했다. 나이가 들어서는 나가토에게 믿음을 갖고있었다. 야히코는 코난의 생명을 위해서는 자살도 서슴지 않고 할 수 있던 것처럼, 자신이 아끼는 것에는 모든 충성을 다했다. 또한 코난을 향한 특별한 감정 또한 존재했다.

## 모습
야히코는 짧고 뾰족한 주황색 머리에 파란눈을 갖고있었다(애니메이션에서는 갈색이다). 지라이야의 제자로 있을 때는, 초록깃이 있는 검은색 기모도 셔츠를 입고있었으며, 어두운 색의 바지와 검정과 흰 줄이 들어간 벨트를 하고 있었다. 초대 아카츠키의 멤버로써는, 빨간 줄이 들어가있는 검은색 유니폼을 깁고 허리에는 작은 가방을 배고있었다. 또한 큰 검을 갖고다녔다.
야히코는 스승 지라이야의 짖궃은 미소와 흡사한 미소로 지라이야를 부끄럽게 하였다.

## 능력
야히코는 수둔(水遁)을 이용한 인술을 구사하였으며, 예로는 입에서 물줄기를 발사하는 수둔:수난파(水遁:水乱波가 유일하다. 천도는 비를 조종할 수 있었다. 이것은 비 마을의 끝없는 눈물을 멈추고 싶었던 야히코의 바램을 들어주기 위한 나가토의 의도로 예측되고 있다. 또한 긴 검을 항상 지니고 다녔는데, 이것은 야히코가 검술에 뛰어났다는 것을 의미하기 위함이다.
야히코에게는 좋은 리더쉽 능력이 있었으며, 자신은 나가토가 평화의 다리라 믿었지만, 자신이 이끌던 모든 아카츠키 멤버들에게 그는 평화의 다리로 추앙받았다.

## 천도(天道)로써의 야히코
나가토는 자신의 윤회안(輪廻眼)과 차크라 수신기를 이용하여 야히코의 몸을 육도페인(六道ペイン)으로 사용했다. 천도로써는, 야히코의 몸은 나가토에 의해 주로 쓰였으며, 나가토의 생각과 행동을 가장 많이 대신한 존재다. 친구였던 야히코로 만든 페인이라 천도를 메인으로 사용했으며 나머지는 전투시가 이니면 특수한 기계장치 침대에 보관하고 있다 천도의 몸은 다른 페인들과는 다르게 소중하게 다뤄졌으며, 천도를 지키기 위해 다른 페인들이 희생되기도 하였다. 천도는 각양각색의 능력을 갖고있었으며, 중력을 다루는 인술이 가장 특별하게 사용되었다. 천도와 나가토의 죽음에 코난은 그들의 시체를 비 마을로 다시 데리고 왔다.

## 야히코의 유산
천도의 패배와 나가토의 사망 후, 코난은 그들의 시체를 비 마을로 데려와 성지를 만들어 그 속에 종이 꽃 침대를 만들어 안장하였다. 이것은 마다라가 나가토의 시체를 가져갔을 때 보였으며, 후엔 야히코의 몸만이 그곳에 누워있게 되었다.